# Clostridium vincentii
Il Clostridium vincentii è una specie di batterio appartenente alla famiglia delle Clostridiaceae.